# James M. Buchanan
Pour les articles homonymes, voir McGill et Buchanan.
Cet article possède un paronyme, voir James Buchanan (homonymie).
James McGill Buchanan Jr., né le 3 octobre 1919 et mort le 9 janvier 2013, est un économiste américain qui a reçu le Prix de la Banque de Suède en 1986 « pour ses développements sur les bases contractuelles et constitutionnelles de la théorie de la prise de décision politique et économique » (“for his development of the contractual and constitutional bases for the theory of economic and political decision-making."), connue sous le nom de théorie des choix publics (Public Choice theory) qui critique les dysfonctionnements de l'intervention publique et explique les comportements de l'État à partir des agents qui le constituent. Il fait ainsi suite aux premiers travaux effectués par Amilcare Puviani quelques années auparavant.

## Biographie
Né dans une famille d'agriculteurs à Murfreesboro, Tennessee, États-Unis, il est l'aîné des enfants de James et Lila (Scott) Buchanan, une famille d'émigrants irlandais et écossais. Il est le petit-fils de  John P. Buchanan, gouverneur du Tennessee autour de 1890. Il étudie d'abord à Middle Tennessee State College (depuis 1965, Middle Tennessee State University) en 1940 tandis qu'il travaille dans la ferme familiale. Il obtient en 1941 son master en sciences à l' Université du Tennessee. Il sert ensuite dans la marine des États-Unis dans l'état-major de l'amiral Chester Nimitz à Honolulu. Là, il rencontre une infirmière de la base militaire Anne Bakke avec qui il se marie en 1945. Anne, d'ascendance norvégienne, mourra en 2005.
De retour de la marine, il intègre l'université de Chicago où il suit les cours de Frank Knight (fondateur de l'école de Chicago) qui le font évoluer des idées socialistes à la défense du laissez-faire. Buchanan passe son doctorat en 1948 avec une thèse intitulée  "Fiscal Equity in a Federal State" marquée par les idées de Knight. C'est aussi un des premiers à Chicago  à lire et à s'intéresser au travail de l'économiste suédois Knut Wicksell. Des photographies de Knight et Wicksell orneront longtemps son bureau. En 1962, il publie conjointement avec Gordon Tullock L'analyse du consentement. Fondations logiques de la démocratie constitutionnelle (The Calculus of Consent: Logical Foundations of Constitutional Democracy), qui sera l'ouvrage de référence d'un nouveau champ d'analyse, le choix public. Selon ces auteurs, les individus se comportent de la même façon sur les marchés et dans la vie politique. Les hommes politiques, les électeurs et les administrations agissent en fonction de leur propre intérêt et non de l'intérêt public.
Il a été en 1985 le président de la Société du Mont-Pèlerin, une association de chercheurs libéraux fondée par Friedrich Hayek et qui réunit par exemple Walter Eucken, Karl Popper ou Milton Friedman.
Buchanan meurt le 9 janvier 2013 à Blacksburg à l'âge de 93 ans . The New York Times à cette occasion a souligné que le prix Nobel d'économie qui a fondé l'école du public choice  a marqué une génération de penseurs conservateurs sur les thèmes des impôts, des déficits publics et de la taille du gouvernement. Le Badische Zeitung (Freiburg) quant à lui le désigne comme le fondateur de la nouvelle économie politique .

## Œuvre

### Économie politique constitutionnelle
Buchanan a fait d'importantes contributions au constitutionnalisme en développant une discipline complémentaire : l'économie constitutionnelle. Il se veut un constitutionnaliste contractualiste. Il écrit sur ce point :
| « constitutionalist in the sens that I recognize that the rules of order are must to be selected at a different level and via a different process than the decision made within those rules; and contractarian in the sense that I believe that a conceptual agreement among individuals provides the only benchmark against which to evaluate observed rules and actions taken within those rules. » | « Constitutionnaliste dans le sens ou je reconnais que les règles de l'ordre doivent être choisies à un niveau différent et via un autre processus que les décisions prises dans le cadre de ses lois; et contractualiste en ce sens que je crois qu'un accord conceptuel entre les individus fournit le seul critère permettant d'évaluer les règles et actions prises dans ce cadre (1977b) » |

On peut être constitutionnaliste sans être contractualiste. Par exemple, il est possible de fixer les règles d'un jeu sans se soucier de chercher un accord. Mais chez Buchanan, selon Geoffroy Brennan, la partie contractuelle est première et, d'une certaine façon, il est constitutionnaliste puisqu'il est contractualiste et qu'il adopte une approche normative. Sur ce point pourtant, il se méfie des autres théories normatives telles que celle de Richard Musgrave ou celle de Paul Samuelson (fonction de bien-être). En effet, il pense que ces approches conduisent à croire en un despotisme bienveillant. Or, pour lui, ce type de gouvernement est la tyrannie. De plus, comme chez Kenneth Arrow ou Anthony Downs, chez Buchanan les valeurs sont des préférences, des goûts des intérêts qu'il est difficile d'agréger.
Pour Buchanan, il faudrait tous se mettre d'accord sur le but du jeu politique mais, dans le livre écrit avec Gordon Tullock, The Calculus of Consent, il a montré qu'il était illusoire d'espérer atteindre l'unanimité. Toutefois, comme pour les marchés, s'il est impossible de se fixer un but on peut s'accorder assez unanimement pour les règles du jeu. Aussi pense-t-il qu'il est en politique possible de s'accorder sur une constitution fixant les règles du jeu politique . Buchanan défend également l'approche constitutionnelle contractualiste en disant : si la politique, comme l'a dit Hobbes, est la guerre de tous contre tous, alors on a intérêt à s'entendre sur un certain nombre de règles du jeu

### Théorie des choix publics
Buchanan est largement à l'origine d'une renaissance de l'économie politique dans le champ universitaire. Il souligne que l'économie publique ne peut plus être vue seulement en termes de redistribution mais doit toujours se préoccuper des règles du jeu qui engendrent des normes d'échange et de distribution. l'apport de Buchanan se fait via La Théorie des choix publics, dont il est l'un des principaux fondateurs. Pour comprendre la problématique dans laquelle s'inscrit cette dernière, il faut comprendre que Buchanan commence sa carrière dans les années cinquante au moment où les économistes mettent l'accent sur les défaillances de marché  et avec la question posée de l'intervention opportune ou non de l'État. Buchanan, qui considère que les marchés tout comme l'État reposent sur des institutions, estime que les modèles politiques doivent être analysés avec la même rigueur analytique que les marchés. En effet, il considère qu'en politique comme en économie, les agents une fois les règles fixées, vont tenter de les utiliser au mieux en vue de leurs intérêts. Cela l'amène à distinguer les domaines respectifs de la philosophie sociale, de la science économique et de l'économie politique :
| « Questions about what are good rules of the game are in the domain of social philosophy, whereas questions about the strategies that players will adopt given those rules is the domain of economics, and it is the play between the rules (social philosophy) and the strategies (economics) that constitutes what Buchanan refers to as constitutional political economy". » | « Les questions relatives aux bonnes règles du jeu sont du domaine de la philosophie sociale, tandis que les questions concernant la stratégie que vont adopter les joueurs est du domaine de la science économique (economics). Le jeu entre les règles (philosophie sociale) et les stratégies (science économique) constitue l'économie politique constitutionnelle » |

Si selon Brennan la théorie des choix public est souvent vue comme l'application des méthodes et des techniques de l'économie néoclassique aux processus politiques, Buchanan ne tente néanmoins pas d'établir sa démarche sur un modèle mathématique d'équilibre général comme Arrow et Debreu l'ont fait. S'il tente d'établir une étude normative, elle repose chez lui davantage sur la logique que sur les mathématiques

### Buchanan et les finances publiques
C'est un sujet de prédilection de James Buchanan, qui écrit en 1980 qu'en « qu'en dépit de (ses) diverses excursions dans les champs de l'éthique, de la loi  de la politique et de la philosophie...(il) est un économiste des finances publiques ».

#### Théorie des impôts et taxes et dépenses de l'État
Contrairement à l'approche ordinaire qui aborde les recettes et les dépenses sans établir de lien entre elles, Buchanan, à la suite De Lindahls et de Wicksell, aborde ensemble ces deux sujets. Selon lui, les citoyens donnent des ressources à l'État en échange de biens publics aptes à les satisfaire. La connexion entre les recettes et les dépenses est réalisée par un processus politique qu'il convient d'analyser . L'illusion fiscale est chez lui un point important, contrairement à ce que peuvent usuellement penser d'autres courants de pensée. Ce qu'il est important d'analyser, ce sont les effets réels sur l'efficience et l'équité, et non pas les effets perçus. Dans son livre Public Finance in a Democratic Process (1966), il estime que parce que la structure des taxes détermine les prix auquel les citoyens paient les biens et services publics, elle doit être traitée comme une part du jeu politique et non comme quelque d'interne au jeu politique . En clair, comme cela est précisé dans des ouvrages ultérieurs, les impôts et taxes relèvent de la Constitution et plus spécifiquement d'une constitution fiscale . Dans son livre The Power to Tax (1980) il soutient en effet que l'État ne se content pas d'agréger les préférences des individus, mais  qu'il a un pouvoir propre à gouverner faisant qu'il est en réalité peu contraint par les processus électoraux .

#### Buchanan et la dette publique
Son premier ouvrage important sur ce sujet date de 1958  et s'intitule Public Principle of Public Debt. Son deuxième ouvrage sur la question Democracy in Deficit (1977) est plus orienté Théorie des choix publics. Selon lui, la révolution keynésienne a favorisé l'acceptation des déficits publics en répandant l'idée que le déficit est peu important et nécessaire à une gestion macroéconomique responsable. Il n'est pas d'accord avec Robert Barro et le principe d'équivalence ricardienne selon lequel le déficit financé par la dette engendre une épargne supplémentaire et donc est en quelque sorte stabilisateur. Selon lui, la dette ne repose pas vraiment sur les prêteurs mais surtout et de façon involontaire sur les citoyens. Les processus politiques qui conduisent aux déficits ne peuvent pas conduire à une macroéconomie stable, bien au contraire. Si l'on n'impose pas aux politiques des règles du jeu visant à un équilibre budgétaire, il y a peu de chances d'arriver à une limitation de la dette.

## Quelques évaluations de l'œuvre

### Amartya Sen
Si son travail sur la théorie du choix public est souvent vu comme la quintessence de l'impérialisme économique , pour Amartya Sen il ne convient pas interpréter ainsi l'œuvre de Buchanan dans la mesure où il a fait plus que la plupart des économistes pour introduire l'éthique, la pensée juridique, politique et sociale dans le champ de l'économie. 

### Buchanan et la question des frontières des champs universitaires
Selon Swedberg , dans le système de pensée de Buchanan, le point crucial est la différence qu'il fait entre la philosophie sociale, la science économique et l'économie politique.

### Critique de Nancy MacLean
Selon Nancy McLean dans Democray in Chains: The Deep History of the Radical Right's Stealth Plan for America  paru en 2017, Buchanan défend une opposition entre la liberté économique et la liberté politique, et postule une "conspiration secrète" dans le but de réaliser "un programme secret visant à la suppression de la démocratie au profit des plus riches".  Ce livre est fortement controversé. Il est notamment critiqué pour son usage douteux des sources et des citations. Henry Farell et Steven Teles ont qualifié le livre de "conspirationnisme sous couvert d'histoire de la pensée". 
En particulier, la thèse selon laquelle Buchanan était pro-ségrégation est discutée puisqu'il a joué un rôle clef pour permettre à William Harold Hutt d'être professeur invité à l'Université de Virginie en 1965, lorsqu'il fut le porte-parole de l'opposition de la communauté académique à l'apartheid.

## Sélection de publications
- “The Pure Theory of Government Finance,“ Journal of Political Economy, 1949, 496-505.
- “Federalism and Fiscal Equity,“ American Economic Review, Septembre 1950, 40, 583-99.
- “Federal Grants and Resource Allocation,“ Journal of Political Economy, Juin, 1952, 60, 208-17
- “Social Choice, Democracy and Free Markets ,“ Journal of Political Economy, 1954, 62, 114-23
- Public Principles of Public Debt, 1958
- “Positive Economics, Welfare Economics, and Political Economy,“ Journal of Law and Economics, 1959, 2, 124-38.`
- Fiscal Theory and Political Economy, University of North Carolina Press,1960
- Simple Majority Voting, Game Theory, and Rsource Use,“ Canadian Journal of Economics and Political Science, Août 1961, 337-48.
- The Calculus of Consent (avec Gordon Tullock), 1962
- “The Economics of Earned Taxes, “ Journal of Political Economy, octobre 1963,71, 457-69
- “What Should Economists Do?“ Southern Economic Journal , janvier 1964, 30, 213-22
- “An Economic Theory of Clubs, Economica, février 196 1965, 1-14
- Public Finance in Democratic Process,University of North Carolina Press, 1967
- Demand and Supply of Public Goods, 1968
- Cost and Choice, 1969
- Efficiency  Limits of Fiscal Mobility : An  Assesment of the Tiebout Model,“  'avec 'Charles J.Goetz) Journal of Public Economics, 1972, 25-43
- “Political Constraints on Contractual Redistribution“ (avec Winston C.Bush), American Economics Review , mai 1974, 64, 153-57
- The Limits of Liberty, 1975
- “Public Finance and Public Choice“, National Tax Journal, Décembre 1975, 383-94
- “Taxation in fiscal Exchange,“ Journal of Public Economics, Juillet-Août 1976, 6, 17-29?
- Democracy in Deficit (avec Richard E. Wagner), 1977
- “Towards a Tax Constitution For Leviathan,“ (avec Geoffrey Brennan),Journnal of Public Economics, Décembre 1997, 8, 255-273
- Freedom in Constitutional Contract, 1978
- “Tax Instruments as Constraints on Contractual Redistribution,“(avec Geoffrey Brennan), Journal of Public Economics, Juin 1978, 9, 301-18
- What Should Economists Do? 1979
- The Power to Tax (avec Geoffrey Brennan), 1980
- The Reason of Rules (avec Geoffrey Brennan), 1985
- Liberty, Market and State, 1985 Ney York University Press.
- “The Constitution Of Economics Policy“, American Economic Review, juin 1987,71 ,243-51
- “Tax Reform as Political Choice,“ Journal of Economics Perspective, été 1987, 29-35
- Why I, Too, Am Not a Conservative: The Normative Vision of Classical Liberalism (Cheltenham UK: Edward Elgar), 2005
- Economics from the Outside In: Better than Plowing and Beyond (College Station: Texas A&M Press), 2007